# Ryūichi Yoshida
Ryūichi Yoshida (jap. 吉田 隆一, Yoshida Ryūichi; * 16. September 1971 in der Präfektur Tokio) ist ein japanischer Jazzmusiker (Baritonsaxophon, auch Flöte, Gesang).
Ryuichi Yoshida spielte ab den 1990er-Jahren in der japanischen Jazz- und Improvisationsszene u. a. im Satoko Fujii Orchestra East (mit dem 1999 erste Aufnahmen entstanden), in den Formationen Blacksheep (mit Goto Atsushi, Suga Dairo), im Satoko Fujii Orchestra Tokyo, im Shibusashirazu Orchestra um Daisuke Fuwa (Shibusai Kayou Taizen, 2012) und in der Prog-Rock- und Experimentalband The Silence um den Pianisten Kazuo Ogino. Im Bereich des Jazz listet ihn Tom Lord zwischen 1990 und 2010 bei sechs Aufnahmesessions. In den 2010er-Jahren spielte Yoshida weiterhin in Duos mit dem Schlagzeuger Ryusaku Ikezawa und dem Pianisten Mikio Ishida sowie im Trio mit Eiichi Hayashi und Aki Ono, ferner trat er als Solist auf.

## Diskographische Hinweise
- Ryuichi Yoshida, Goto Atsushi, Suga Dairo: Blacksheep 2 (Doubtmusic, 2011)
- The Silence: The Silence (2015), mit Masaki Batoh, Jan Stigter, Futoshi Okano, Kazuo Ogino, Makoto Akiya
- The Silence: Nine Suns, One Morning (2016)